# Thouarella (Euthouarella) typica
Thouarella (Euthouarella) typica is een zachte koraalsoort uit de familie Primnoidae. De koraalsoort komt uit het geslacht Thouarella. Thouarella (Euthouarella) typica werd in 1907 voor het eerst wetenschappelijk beschreven door Kinoshita. 